# 佐藤勝明
佐藤 勝明（さとう かつあき、1958年 - ）は、日本の国文学者。専門は日本近世文学。特に、近世俳壇史（元禄俳人の動向）や蕉風俳諧の成立と展開（延宝期～享保期）。

## 人物
1980年、早稲田大学教育学部国語国文学科卒。1991年、「天和期蕉門の研究」で第23回窪田空穂賞受賞。1993年、早稲田大学大学院文学研究科日本文学専攻単位取得満期退学。
1993年、和洋女子大学専任講師。1997年、同大学助教授。2004年、同大学教授。2012年、佐藤勝明・伊藤善隆・金子俊之編『元禄時代俳人大観』全3巻（八木書店）が、三重県伊賀市芭蕉翁顕彰会文部科学大臣賞を受賞。

## 著書

### 単著
- 『芭蕉と京都俳壇　蕉風胎動の延宝・天和期を考える』（八木書店、2006年）
- 『芭蕉はいつから芭蕉になったか』（NHK出版、2012年）
- 『松尾芭蕉と奥の細道』（吉川弘文館、2014年）
- 『俳諧の歴史と芭蕉』（公益財団法人芭蕉翁顕彰会、2015年）
- 『元禄名家句集略注　小西来山篇』（新典社、2017年）
- 『全文を読み切る『奥の細道』の豊かな世界』（大垣市・大垣市教育委員会、2018年）

### 編・共著
- 『影印本 元禄版猿蓑』雲英末雄と（新典社、1993年）
- 『連句の世界』竹下義人・谷地快一・宮脇真彦と（新典社、1997年）
- 『影印版 頭注付　西鶴の世界Ⅰ・Ⅱ』雲英末雄・谷脇理史ほか編（新典社、2001年）
- 編『蕉門研究資料集成』全8巻（クレス出版、2004年）
- 編『芭蕉研究資料集成・昭和中期編』全8巻（クレス出版、2009年）
- 注解『蕪村句集講義』全3巻（平凡社東洋文庫、2011年）
- 『新編 西鶴全集』第5巻 竹野静雄・竹下義人ほか編（勉誠出版、2007年）
- 『おくのほそ道大全』楠元六男・深沢眞二ほか編（笠間書院、2009年）
- 『江戸書物の世界 雲英文庫を中心にたどる』（笠間書院、2010年）、雲英末雄編
- 『芭蕉全句集』雲英末雄と校注（角川学芸出版・角川ソフィア文庫、2010年）
- 『21世紀日本文学ガイドブック・松尾芭蕉』（ひつじ書房、2011年）、編著
- 『元禄時代俳人大観』全3巻 雲英末雄・伊藤善隆・金子俊之（八木書店、2012年）
- 『続猿蓑五歌仙評釈』小林孔と（ひつじ書房、2017年）
- 『花見車・元禄百人一句』雲英末雄と校注（岩波文庫、2020年）